# Хукунци (аэропорт)
Аэропорт Хукунци (ИАТА: HUK) — коммерческий аэропорт, расположенный в Хукунци (Ботсвана).